# Palacio de las cuatro torres de Donlebún

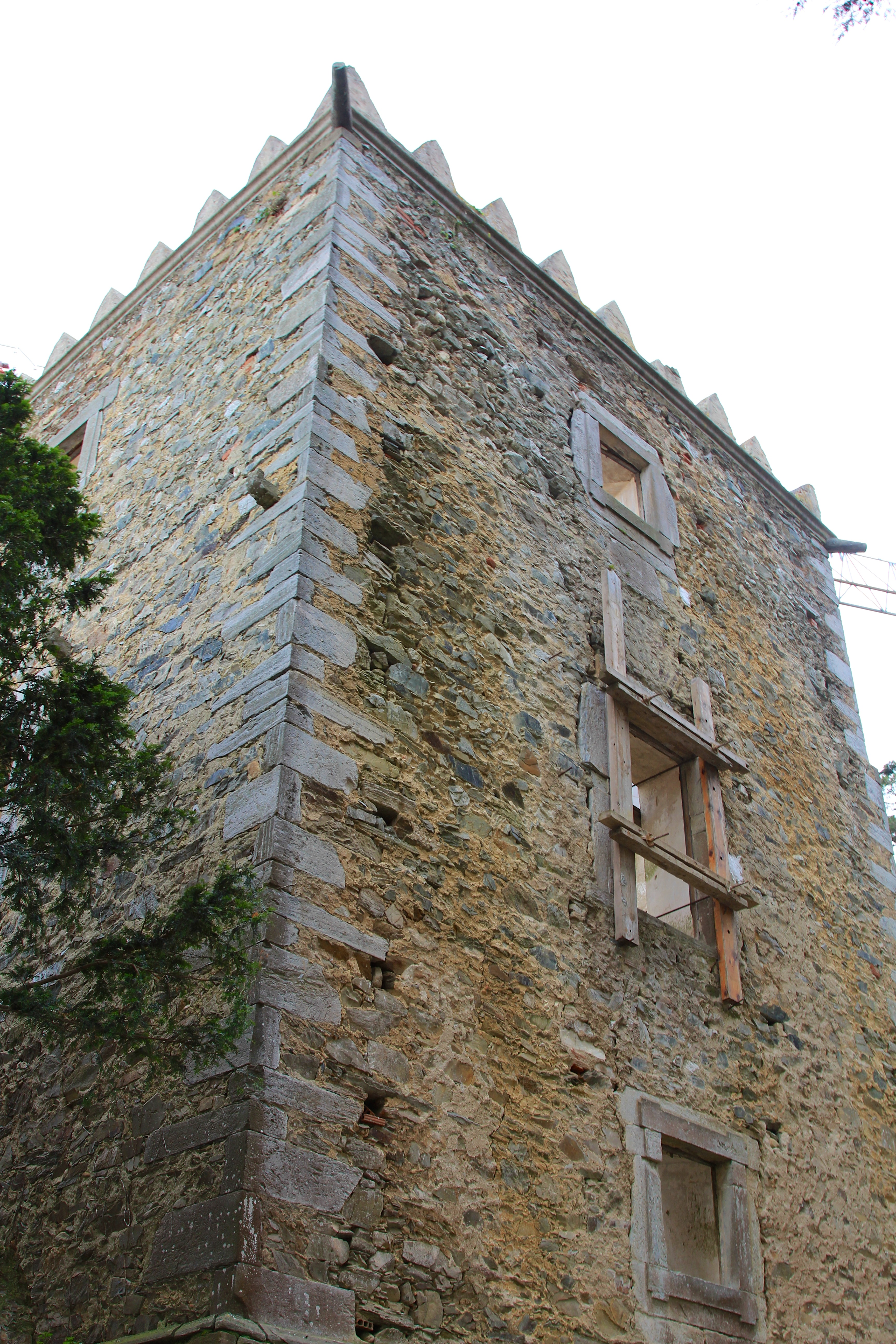
Palacio de las Torres de Donlebún

El palacio de las torres de Donlebún o palacio de las torres de Don Lebún es un palacio situado en las cercanía de Barres, en el concejo asturiano de Castropol.
El palacio es una construcción en forma de U con patio central edificada en el año 1711.
El palacio ha sido reformado en diferentes ocasiones, siendo la parte más antigua la torre situada en el noroccidente que fue edificada en el siglo XVI.
La parte sureste pertenece al siglo XVIII.
Este monumento tiene la protección de bien de interés cultural

## Galería de imágenes

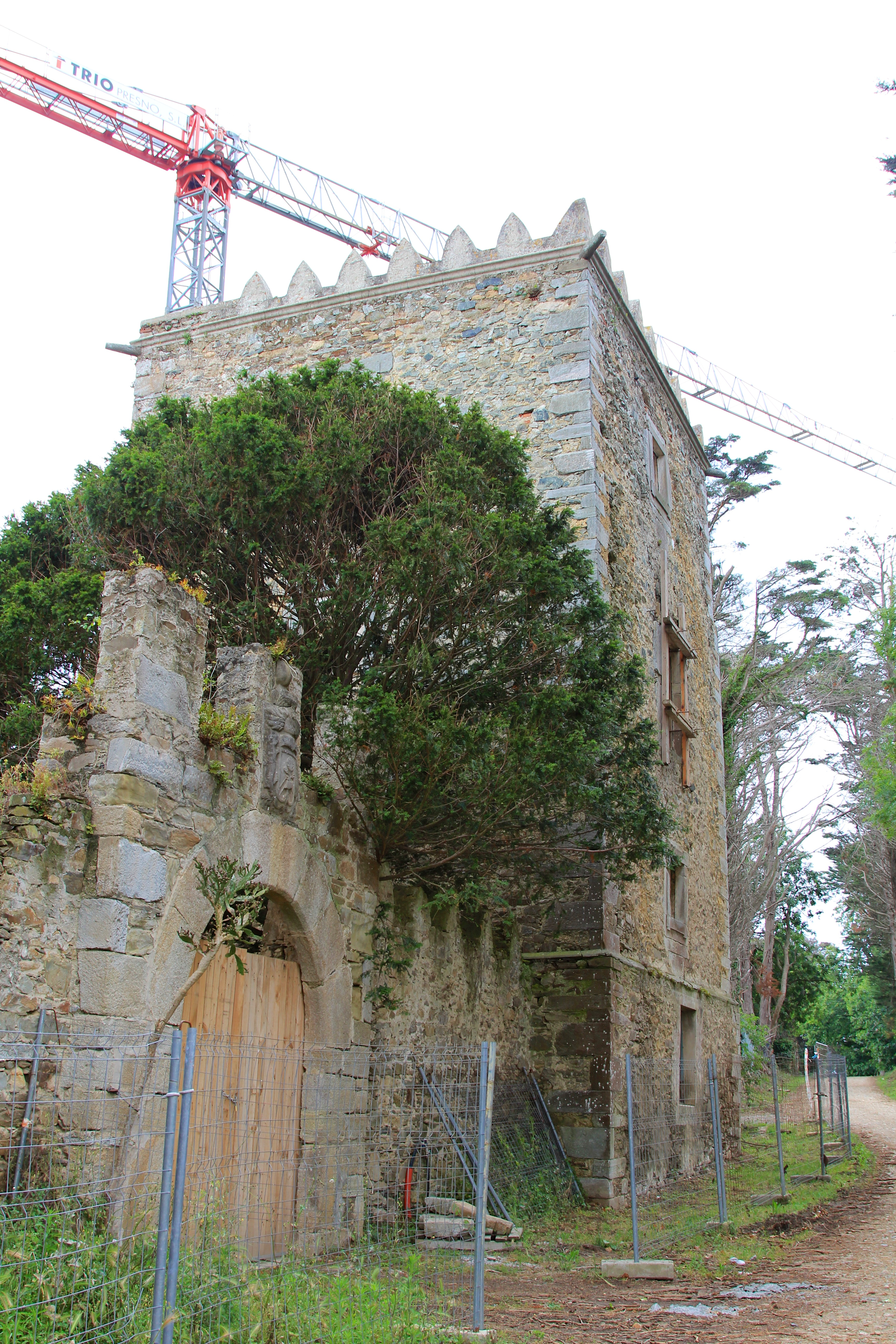
Palacio de las Torres de Donlebún
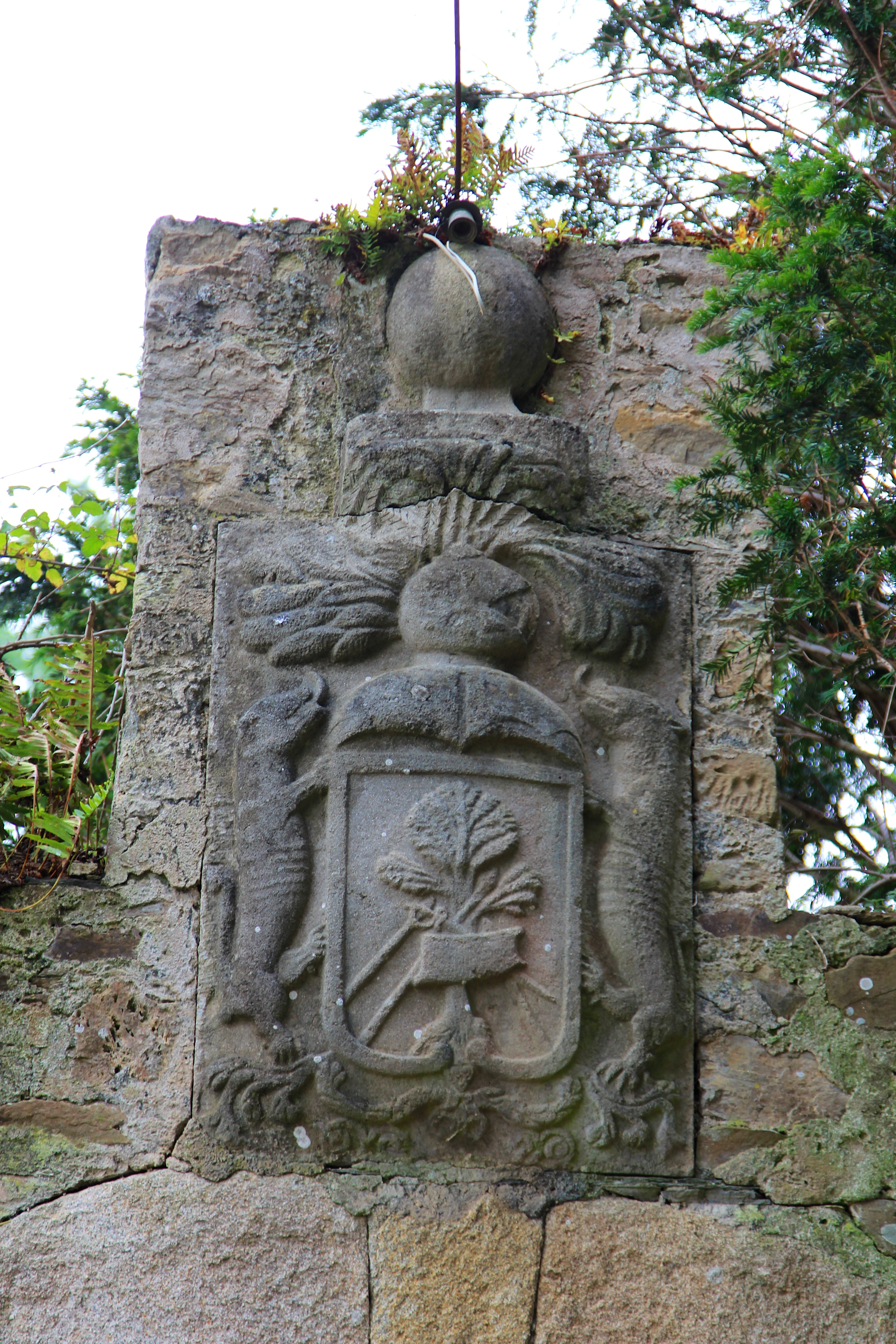
Palacio de las Torres de Donlebún
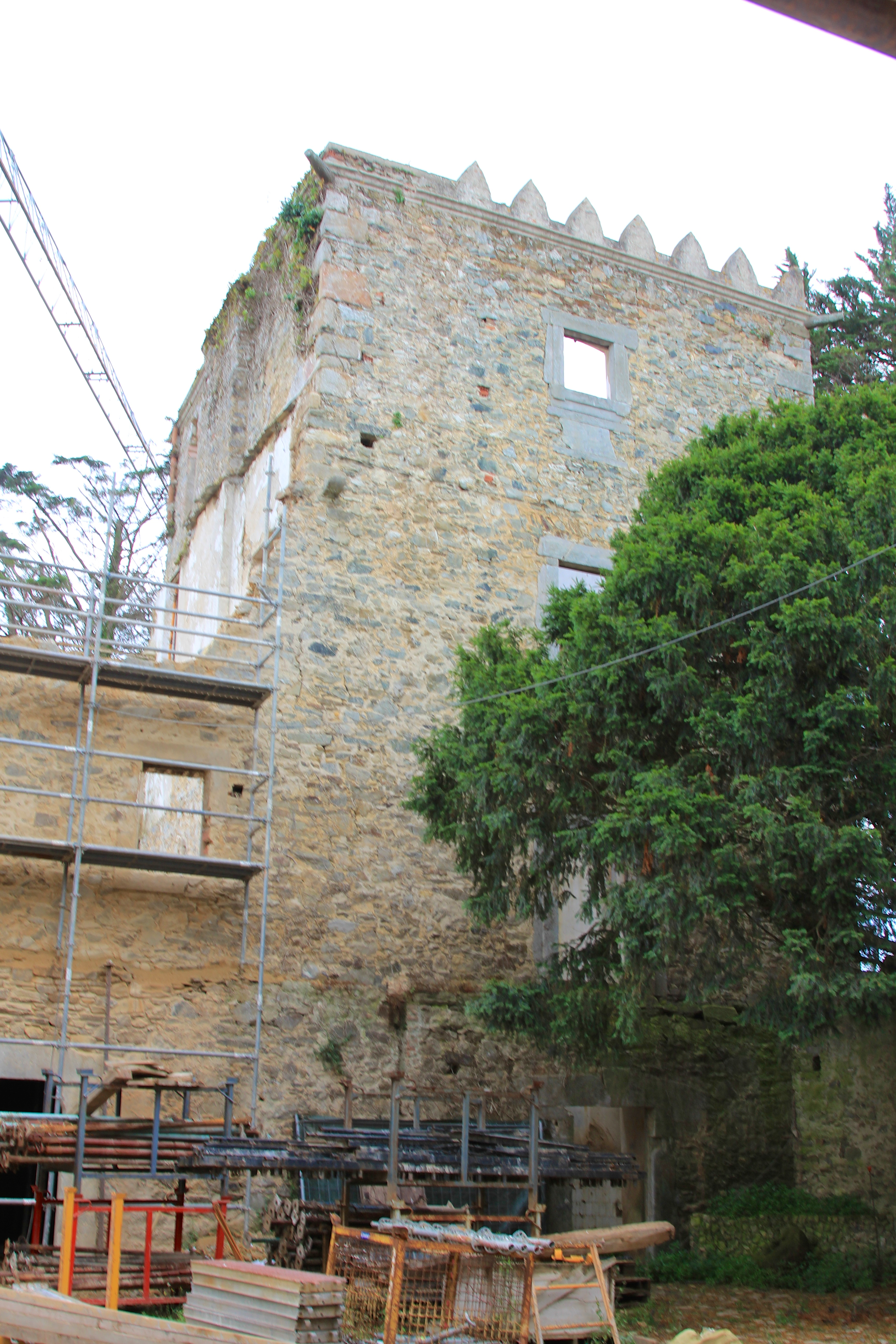
Palacio de las Torres de Donlebún